# Gueorgui Emmanuel
Le comte Gueorgui Arsenievitch Emmanuel (en russe : Георгий Арсеньевич Эммануэль, en serbe : Eorgii Arsenijevič Manuilović), né le 13 avril 1775 à Vršac et mort le 26 janvier 1837 à Elisavetgrad, est un général de l'empire russe pendant les guerres napoléoniennes.
Il est promu major général le 26 décembre 1812 et, après la fin de la bataille de Paris, il est fait général le 27 mars 1814. De retour en Russie, il est placé à la tête de la 4e division de dragons. Le 25 juin 1825, il est nommé commandant suprême et gouverneur du Caucase. Il est promu général de cavalerie en juillet 1828, pendant la guerre russo-turque de 1828-1829. En 1829, il organise et conduit la première expédition scientifique sur le mont Elbrouz, ce qui lui vaudra d'être fait membre de l'Académie des sciences de Russie.

## Biographie

### Jeunesse et débuts
George Manuilović naît à Vršac, une ville serbe du Banat de Timisoara alors sous le contrôle de la monarchie de Habsbourg , où, très jeune, il participe à des actions contre les Ottomans au siège de Belgrade (en) dans les rangs des volontaires (Frei-Corps) serbes. En 1791, il entre au service de l'Autriche-Hongrie, pour combattre contre la Sublime Porte. À la bataille de Landau, en septembre 1792, il est sérieusement blessé par coup de baïonnette à l'estomac et un éclat de boulet de canon à la main droite. La même année, il est encore blessé par grenade à la jambe gauche. Ces faits d'arme lui valent une médaille d'or avec la mention « Der Tapferkeit » (pour le courage), et, malgré ses origines modestes, il est admis dans la garde hongroise avec le rang de second lieutenant, en 1794.
Pourtant, il démissionne bientôt, car il considère que l'Autriche-Hongrie rechigne à fournir des moyens à la cause serbe. Il arrive à Moscou en avril 1797 et rencontre le tsar Paul Ier, qui apprécie son uniforme hongrois. Le même jour, il entre dans le régiment de la Garde avec le rang de lieutenant. L'année suivante, il devient capitaine en second et, en 1799, il est promu capitaine. Paul Ier l'apprécie et le fait colonel en octobre 1800.

### Guerres napoléoniennes
Avec l'arrivée au pouvoir d'Alexandre Ier, sa promotion jusque-là rapide ralentit. En 1802, il est transféré au régiment de dragons de Kiev, avec lequel il participe à la campagne de 1806-1807 contre les armées de Napoléon. À la bataille de Pultusk, il commande deux escadrons et est sérieusement blessé, mais ne quitte pas les rangs. Pour son courage, il reçoit une épée en or, marquée de la mention « Pour le Courage ». Une fois rétabli, il sert dans le Ier corps du général Essen. En juin 1807, à la bataille de Guttstadt, il conduit son escadron à la charge et capture 100 Français. Il est alors décoré de l'Ordre de Saint-Vladimir (4e classe). Il se distingue ensuite à la bataille d'Heilsberg le 10 juin 1807, où il reçoit l'Ordre de Sainte-Anne (2e classe) ainsi qu'à la bataille de Friedland, quatre jours plus tard, ou — avec les dragons de Kiev — il couvre la retraite de l'armée principale, et détruit les ponts sur le Niémen.
Le 24 mai 1808, il est nommé commandant du régiment des dragons de Kiev et le 23 décembre 1808, « chef » des dragons de Courlande. Deux mois plus tard, le 2 février, il est nommé à la tête du régiment de dragons Kiev. Pendant la campagne de 1809 contre l'Autriche, son régiment fait partie de l'armée principale, mais Emmanuel demande à Alexandre la permission de ne pas servir, car il a déjà servi l'Autriche. Il obtient gain de cause et ne participe à aucune action.
En 1812, Emmanuel est dans la 2e armée de l'Ouest, et combat à la bataille de Mir le 9 juillet. Il est décoré de l'Ordre de Saint-Vladimir (3e classe) à l'issue de ce combat. Il est à Novoselk, à Saltanovka, et à Smolensk. Lors de la retraite jusqu'à la redoute de Shevardino, après la bataille de la Moskova, il conduit plusieurs charges contre les Français, et est blessé à la poitrine. Il est décoré de l'Ordre de Saint-Georges (4e classe). Il passe les semaines suivantes à se reposer et rejoint l'armée en septembre, à Taroutino. En octobre, il est envoyé à l'avant-garde, et il combat à Vyazma, ainsi que dans différentes actions de moindre importance.
Le 7 janvier 1813, il est promu major-général. Pendant la campagne d'Allemagne, il participe aux sièges de Modlin, Głogów, puis commande un détachement autour de Zwenkau. Il est l'un des premiers à franchir l'Elbe, et participe à des actions mineures avant la bataille de Bautzen, où il se distingue contre le maréchal Macdonald. Pendant l'armistice, il surveille la ligne de démarcation sur la frontière de la Bohème. Pour sa bonne tenue avant et après Bautzen, il est décoré de l'ordre de Sainte-Anne (1re classe), et de l'Ordre de l'Aigle rouge (2e classe). Lorsque les hostilités reprennent, Emmanuel commande la cavalerie de l'avant-garde de Langeron. Le 19 août, il combat contre les Français près de Niben-Eichen, sur la Bobr, puis participe à différentes actions peu importantes, jusqu'à la bataille de Katzbach, où il s'empare de 7 canons et de 1 137 hommes. Il retrouve les Français à la bataille de Levenberg le 29 août, et combat à Stolpen, Rotmeritz, Bischofewerd, Duben, Rodefeld et Badefeld. Il est alors décoré de l'Ordre de Saint-Georges (3e Classe).
Emmanuel participe à la bataille de Leipzig (16-28 octobre 1813), il se distingue en capturant deux généraux, dont Lauriston, 17 officiers et 400 soldats. Il ne reçoit cette fois-ci aucune décoration, car il a un différend avec Blücher. Il est transféré dans le 8e corps de Saint-Priest et combat à Reims, où il couvre la retraite des troupes russes. Il participe à la prise de Paris et est promu lieutenant-général, le 8 mai 1814. Il reçoit également l'Ordre de l'Aigle rouge prussien (1re classe), et l'Ordre de l'Épée suédois (2e classe)
En 1815, Emmanuel reçoit le commandement de la 4e division de dragons et reste à ce poste durant les dix années qui suivent.

### Guerre russo-turque et gouverneur du Caucase
En juillet 1826, il est nommé commandant des forces russes dans le Caucase et réussi à réduire la rébellion locale. Pour cela, il est décoré de l'Ordre d'Alexandre Nevski. Pendant la guerre russo-turque de 1828-1829, il vainc et annexe plusieurs régions importantes du nord Caucase, parmi lesquelles la Karatchaïévo-Tcherkessie, et annihile la rébellion de la vallée du Kouban. En juin 1828, il est promu général de cavalerie, et deux ans plus tard il se voit attribuer une pension et un bien à vie.

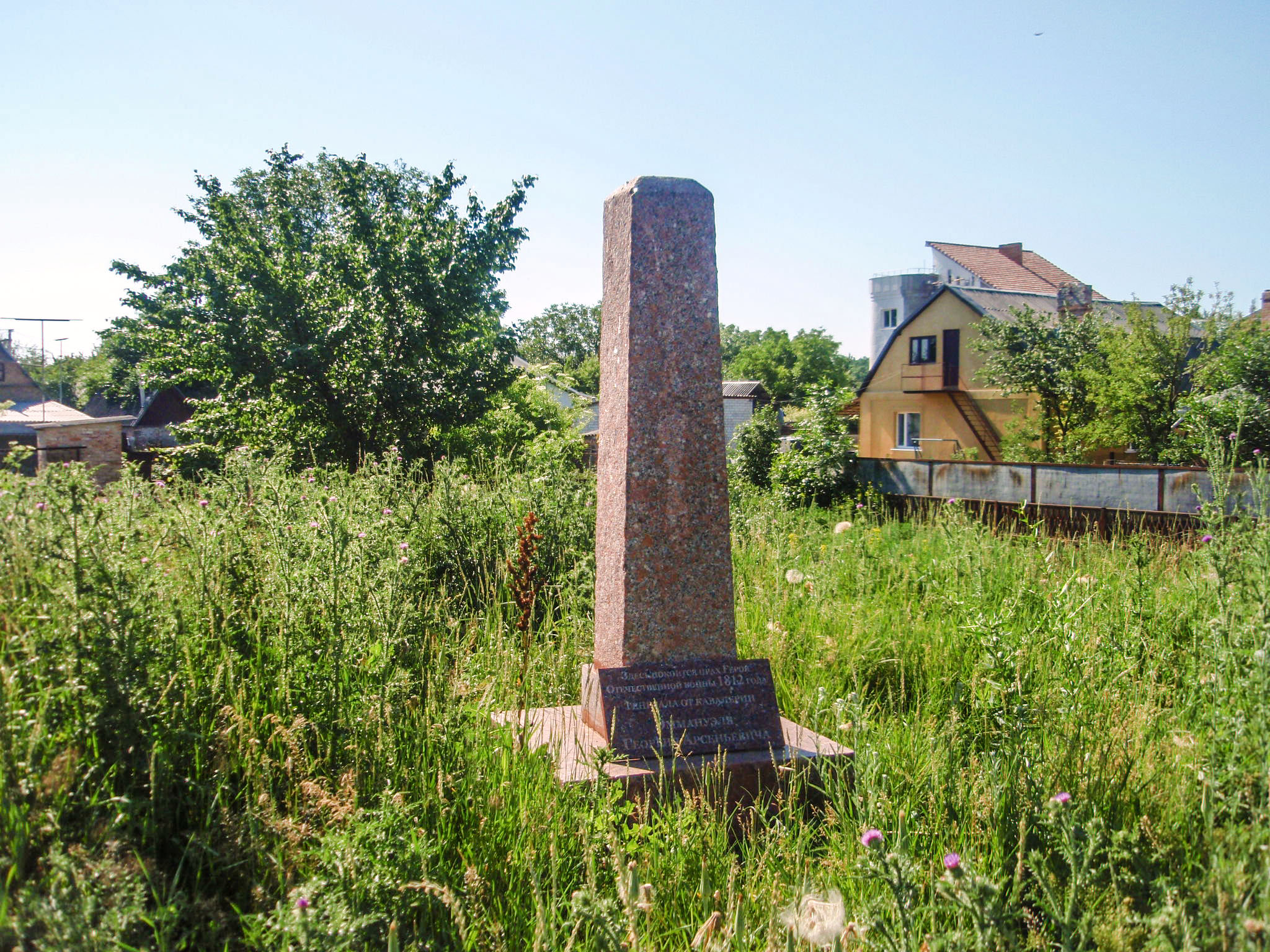
Sa tombe est à Kropyvnytskyï

Emmanuel quitte le service actif en 1831, et se retire à Elisavetgrad, où il réside jusqu'à sa mort, le 26 janvier 1837.